# Tärningsö
Tärningsö este o arie protejată (arie specială de conservare — SAC, sit de importanță comunitară — SCI, arie de protecție specială avifaunistică — SPA) din Suedia întinsă pe o suprafață de 12,3 ha, integral pe uscat.

## Localizare
Centrul sitului Tärningsö este situat la coordonatele 56°45′01″N 14°34′56″E / 56.7502°N 14.5823°E.

## Înființare
Situl Tärningsö a fost declarat sit de importanță comunitară în iulie 2000 pentru a proteja 1 specie de plante și 5 specii de animale. Alte tipuri de protecție:
- arie de protecție specială avifaunistică (în aprilie 2003)[2]
- arie specială de conservare (în martie 2011)[1][3][4]

## Biodiversitate
Situată în ecoregiunea boreală, aria protejată conține 2 habitate naturale: Pășuni din zone de pădure fino-scandinave, Pajiști cu Molinia pe soluri calcaroase, turboase sau argilos-nămoloase (Molinion caeruleae).
La baza desemnării sitului se află mai multe specii protejate:
- plante (1): Dichelyma capillaceum
- păsări (4): buhai de baltă (Botaurus stellaris), erete de stuf (Circus aeruginosus), cresteț pestriț (Porzana porzana), fluierar de mlaștină (Tringa glareola)
- nevertebrate (1): Dytiscus latissimus